# Туманность Розетка
Туманность Розетка (англ. Rosette nebula, NGC 2237, другое обозначение — Туманность Розочка) — гигантская эмиссионная туманность, расположенная вблизи одного из больших молекулярных облаков в созвездии Единорог галактики Млечный Путь. Является областью ионизированного водорода, где происходят процессы звездообразования.
Туманность состоит из следующих объектов:
- NGC 2237 — часть туманности (обычно используется для обозначения всей туманности)
- NGC 2238 — часть туманности
- NGC 2239 — часть туманности (Первооткрыватель Джон Гершель)
- NGC 2244 — звёздное скопление в центре туманности (Первооткрыватель Джон Флемстид в 1690 году)
- NGC 2246 — более яркая область в восточной части туманности[1][2] (Первооткрыватель Льюис Свифт в 1885 году).

Альберт Март был первым, кто смог различить детали строения (NGC 2238) туманности Розетка. Барнард независимо от него обнаружил туманность в 1883 пытаясь обнаружить новые кометы, и его наблюдения побудили Льюиса Свифта опубликовать заметку о туманности Розетка в 1884 году. Повторно исследуя этот сектор неба в 1886, Свифт обнаружил еще одну деталь в восточной части туманности (NGC 2246). Полный размер туманности не был известен до того, как Барнард начал в начале 1890-х фиксировать астрономические наблюдения на фотопластины.
Туманность находится на расстоянии примерно 5200 световых лет от Земли (хотя оценки расстояния значительно различаются). Диаметр составляет примерно 130 световых лет. Масса туманности, по оценкам, составляет около 10 тысяч солнечных масс. Из-за обилия водорода туманность имеет красный оттенок на большинстве фотографий. В центре туманности находятся яркие голубые звезды рассеянного скопления NGC 2244. Тёмные пылевые волокна пронизывают всю туманность. Наблюдения показывают наличие быстро движущихся молекулярных сгустков, происхождение которых остаётся загадкой.
Обзор туманности с рентгеновской обсерватории Чандра в 2001 году показал наличие очень горячих молодых звёзд в центре туманности. Эти звезды разогревают окружающий газ до температуры порядка 6000 тысяч кельвинов, заставляя их излучать в рентгеновских лучах. Их ветры и мощное излучение выдувают вещество из центра туманности. Считается, что давление звёздного ветра приводит к образованию глобул из пыли и газа, которые медленно разрушаются под воздействием мощного излучения и ветра. Если эти глобулы в молекулярном облаке оставить в одиночестве на достаточно долгое время, в них, вероятно, начнут формироваться звезды и планеты.
Этот объект входит в число перечисленных в оригинальной редакции «Нового общего каталога».